# Клаудіу Рамуш
Клаудіу Рамуш (порт. Cláudio Ramos, нар. 16 листопада 1991, Візеу) — португальський футболіст, воротар клубу «Порту».

## Клубна кар'єра
Народився 16 листопада 1991 року в місті Візеу. Вихованець кількох юнацьких клубів, останнім з яких був «Віторія» (Гімарайнш). Так і не пробившись в основу першої команди, був відданий в оренду в клуб четвертого за рівнем дивізіону Португалії «Амаранте», після чого перейшов у «Тонделу», з якою вийшов з третього до першого дивізіону Португалії і у сезоні 2015/16 дебютував з командою у Прімейрі.
З 2020 виступає у складі «Порту».

## Виступи за збірні
2007 року дебютував у складі юнацької збірної Португалії, взяв участь у 5 іграх на юнацькому рівні, пропустивши 2 голи.
2010 року залучався до складу молодіжної збірної Португалії. На молодіжному рівні зіграв у 2 офіційних матчах.
14 жовтня 2018 року дебютував в офіційних матчах у складі національної збірної Португалії в товариському матчі проти Шотландії (1:3), замінивши на 86-ій хвилині Бету і на 93-ій хвилині пропустив гол від Стівена Нейсміта.

## Титули і досягнення
- Володар Суперкубка Португалії (3):

«Порту»: 2020, 2022, 2024
- Чемпіон Португалії (1):

«Порту»: 2021–22
- Володар Кубка Португалії (3):

«Порту»: 2021–22, 2022–23, 2023–24
- Володар Кубка португальської ліги (1):

«Порту»: 2022–23
| Дата       | Місто  | Господарі | Результат | Гості      | Турнір           | Голи | Примітки |
| ---------- | ------ | --------- | --------- | ---------- | ---------------- | ---- | -------- |
| 14-10-2018 | Глазго | Шотландія | 1 – 3     | Португалія | товариський матч | -1   | 86'      |
| Усього     |        | Матчів    | 1         |            | Голів            | ?    |          |